# Maligne Lake
Maligne Lake är en sjö i Kanada.   Den ligger i provinsen Alberta, i den centrala delen av landet, 3 100 km väster om huvudstaden Ottawa. Maligne Lake ligger 1 673 meter över havet. Arean är 12,4 kvadratkilometer. Den sträcker sig 9,6 kilometer i nord-sydlig riktning, och 9,8 kilometer i öst-västlig riktning.
Trakten runt Maligne Lake består i huvudsak av gräsmarker. Trakten runt Maligne Lake är nära nog obefolkad, med mindre än två invånare per kvadratkilometer.